# Seznam avstralskih generalov
Seznam avstralskih generalov.

## A
Archibald Robert Allen - Arthur Samuel Allen - Warren Melville Anderson - Basil John Andrew - John MacQuarie Antill

## B
Henry Bachtold - Charles Stanley Barber - Lewis Ernest Stephen Barker - Alfred Richard Baxter-Cox - Leslie Ellis Beavis - Henry Gordon Bennett - Frank Horton Berryman - Alfred Bessell-Browne - Rudolph Bierwirth - Arthur Seaforth Blackburn - David Valentine Jardine Blake - Thomas Albert Blamey - Allan Joseph Boase - Sir William Bridgeford - John Raymond Broadbent - Harry Charles Bundock - Frederick Alexander Burrows - Samuel Roy Burston - 

## C
Cecil Arthur Callaghan - Claude Ewen Cameron - James Harold Cannan - John Austin Chapman - Frederick Oliver Chilton - Frederick Hay Christison - John August Clareborough - Donald Mackinnon Cleland - Cyril Albert Clowes - Jack Kerr Coffey - Bertrand Combes - Peter Cosgrove - John Craven - John Wilson Crawford - William Edward Cremor -

## D
Ralph Daly - Harold Charles de Low - Francis Plumly Derham - Harold Clive Disher - Ivan Noel Dougherty - William Huggett Douglas - Rupert Major Downes - Edmund Alfred Drake-Brockman - Geoffrey Drake-Brockman - Herbert Frederick Henry Durant - James Murdoch Arthur Durrant - Leslie Glanville Howard Dyke - 

## E
Thomas Charles Eastick - Kenneth William Eather - Cedric Rupert Vaughan Edgar - Henry Herrick Edwards - Cyril Maurice Lloyd Elliott - Bernard Evans - 

## F
Neil Hamilton Fairley - Maurice Alfred Fergusson - Albert Cecil Fewtrell - Frederick Percy Herbert Fewtrell - John Field - Alexander Moore Forbes - Neil Mackenzie Freeman - Stephen Gilbert Friend -

## G
Alwyn Ragnar Garrett - Vivian Harrold Gatliff - Arthur Harry Langman Godfrey - Eugene Gorman - 

## H
William Allan Hailes - Heathcote Howard Hammer - John Leslie Hardie - Eric Fairweather Harrison - Neville Gordon Hatton - William Alexander Henderson - Edmund Frederick Herring - John Hill - Frederick Brock Hinton - Oswald Vick Hoad - Austin Claude Selwyn Holland - Ronald Nicholas Lamond Hopkins - 

## I
Ronald Godfrey Howy Irving - 

## J
Carl Harold Jess - 

## K
Maurice Barber Bevan Keating - Roy King - Douglas Oswald Luke Kitto - Errol Knox - George Hodges Knox - 

## L
George Furner Langley - John Dudley Lavarack - Cyril Lawrence - Stanley Ferguson Legge - Edmund Frank Lind - Charles Edward Maurice Lloyd - Herbert William Lloyd - John Edward Lloyd - William James Macavoy Locke - Thomas Steane Louch - Leonard Cuthbert Lucas - Daniel Aston Luxton -

## M
Denzil MacArthur-Onslow - Iven Giffard Mackay - John Walter Main - Gordon Edward Manchester - Jack Mann - James Eric Gifford Martin - Athelsan Markham Martyn - Duncan Struan Maxwell - John Maxwell - Patrick Sanfield McGrath - Eric George Henderson McKenzie - Kenneth Alan McKenzie - Douglas Murray McWhae - Charles George N. Miles - Edward James Milford - Arthur James Mills - Raymond Frederic Monaghan - Guy Newton Moore - Gerald Vincent Moriarty - Basil Moorhouse Morris - Leslie James Morshead - Murray John Moten - John Joseph Murray - 

## N
Edward Michael Neylan - Robert Harold Nimmo - Reginald Havill Norman - Frank Kingsley Norris - Francis Roger North - John Northcott - Harry Scott Nurse - 

## O
John William Alexander O'Brien - 

## P
Douglas Paine - William Edward Hill Pascoe - Owen Forbes Phillips - Eric Clive Pegus Plant - Selwyn Havelock Watson Porter - Arnold William Potts - Claude Esdaile Prior - Ralph Carlyle Geofffrey Prisk - Beauchamp Worters Pulver - 

## R
Alan Hollick Ramsay - George James Rankin - John Herbert Rasmussen - John Dalylell Richardson - Horace Clement Hugh Robertson - John David Rogers - Henry Gordon Rourke - Sydney Fairbairn Rowell - 

## S
John Sanderson - Raymond Ladais Sandover - Stanley George Savige - Victor Clarence Secombe - Harry Blamyre Sewell - Edward Lonergan Sheehan - Colin Hall Simpson - James Thomas Simpson - Edward Kenneth Smart - Walter Edmond Smith - Fritz Peter Max Solling - Victor Paul Hildebrand Stantke - William Howard St. Clair - Clive Selwyn Steele - William Alan Beewor Steele - Jack Stevens - John Rowlstone Stevenson - Robert Mackay Stodart - Horace William Strutt - Vernon Ashton Hobart Sturdee - Roy Buchanan Sutherland -

## T
Harold Bourue Taylor - Percy Chamberlin Thompson - Roy Meldrum Thompson - Alexander George Torr - Raymond Walter Tovell -

## U
Walter James Urquhart - 

## V
Arthur Leslie Varley - Alan Vasey - Donald Norwood Veron - Eric Lacy Vowles - 

## W
Roy William Whiston Walsh - Augustine William Wardell - Thomas Edgar Weavers - Frank Elwyn Wells - Allan Respen Wendt - Cyril Brudenell Bingham White - David Adie Whitehead - John Stewart Whitelaw - John Laurence Whitham - Wilford William Whittle - Ernst Morgan Williams - Kenneth Williams - Thomas Rhys Williams - Kenneth Agnew Wills -  John Gordon Noel Wilton - William John Victor Windeyer - Robert Emmet Winning - Eric Winslow Woodward - George Frederick Wootten - Henry Douglas Wynter